# Michael Gothard
Michael Alan Gothard (Londres, 24 de junho de 1939 – Hampstead, 2 de dezembro de 1992) foi um ator britânico.

## Biografia
Michael Gothard nasceu em Londres em 1939. Depois de sair da escola, viajou pela Europa, sem ideia do que  queria fazer com sua vida. Viveu durante um ano em Paris, no Boulevard Saint-Michel no Quartier Latin. Trabalhou como modelo durante um período, devido à sua alta estatura, mas nunca se sentiu confortável fazendo esse tipo trabalho. Já na Inglaterra, aos 21 anos, decidiu se tornar um ator.

## Carreira
Um dos seus mais notáveis aparições foi no filme de terror The Devils (1971), na qual ele teve um papel como um caçador às bruxas e exorcista fanático. Trabalhou em filmes e séries históricas como Arthur of the Britons (1972). Jogou também na vida real assassino John Felton em filme The Three Musketeers (1973). Michael Gothard tornou-se mais conhecido por ter interpretado o temível assassino Emile Leopold Locque em filme de James Bond For Your Eyes Only (1981), ele se tornou conhecido por um público mais vasto cinema por seu turno ameaçador como o infame escudeiro. Suas aparições mais tarde incluída papéis secundários na televisão filme Ivanhoe (1982) e no filme de ficção científica e terror Lifeforce (1985).

## Vida pessoal e morte
Michael Gothard viver em Hampstead ao final de sua vida e nunca se casou. Sofreu de depressão e cometeu suicídio por enforcamento, em 1992.

## Filmografia
- Scream and Scream Again (1970) ... Keith
- Paul Temple (série de televisão) (1970) ... Ivan
- The Last Valley (1971) ... Hansen
- The Devils (1971) ... Pai Barre
- Arthur of the Britons (série de televisão) (1972-73) ... Kai
- The Three Musketeers (1973) ... John Felton
- The Four Musketeers (1974) ... John Felton
- King Arthur, the Young Warlord (1975) ... Kai
- Warlords of Atlantis (1978) ... Atmir
- The Professionals (série de televisão) (1979) ... Kodia
- For Your Eyes Only (1981) ... Emile Leopold Locque
- Ivanhoe (telefilme) (1982) ... Athelstone
- Scarecrow and Mrs. King (série de televisão) (1984) ... Karl Portillo
- Lifeforce (1985) ... Dr. Bukovsky
- Minder (série de televisão) (1985) ... Sergie
- Hammer House of Mystery and Suspense (série de televisão) (1986) ... Marvin
- Jack the Ripper (série de televisão) (1988) ... George Lusk